# Feike ter Velde
Feike ter Velde (Zaandam, 10 november 1940) is een Nederlandse evangelist, voormalig radio- en tv-presentator en schrijver van christelijke artikelen en boeken.

## Biografie
Ter Velde groeide op in een gereformeerd arbeidersgezin in Zaandam. Eind jaren zestig was hij werkzaam als landelijk verkoopleider bij Kaptein Mobylette bromfietsen. In 1970 kwam hij te werken bij de net gestarte Evangelische Omroep (EO). Eerst was hij chef van het centrale productiebureau, later pr-functionaris en perschef, maar de langste tijd als presentator van radio- en tv-programma's. Meest bekend is hij van het programma De Verandering. Dit begon in 1984 onder de naam Mag ik eens met je praten? en werd later omgedoopt in God verandert mensen en weer later in 1993 in De Verandering. Ter Velde viel daar vooral op door zijn manier van interviewen. Het centrale thema was altijd de bekering van een persoon, die een ervaring had gehad van een ommekeer in een door zonde en tegenslag getekend leven. In 2000 ging Ter Velde met pensioen.
Ook was Ter Velde lange tijd hoofdredacteur van het christelijke tijdschrift Het Zoeklicht. Dit blad werd in 1919 door Johannes de Heer gestart. In deze hoedanigheid schreef hij veel over de eindtijd, Israël en profetie. Het blad baarde opzien door kort na de aanslagen van 11 september 2001 te koppen 'Stad gevallen, profetie vervuld'. In het betreffende artikel werden de aanslagen in de Verenigde Staten gekoppeld aan profetieën uit het Bijbelboek Openbaring. Per 2007 legde Ter Velde zijn functie als hoofdredacteur neer. Hij is nog wel aan het blad verbonden als redacteur.
Na zijn pensioen is Ter Velde zich (meer) gaan richten op het geven van Bijbelstudies en lezingen. Zo spreekt hij met regelmaat in - met name - evangelische gemeenten en op christelijke conferenties. Ter Velde is lid van een evangelische gemeente.
In april 2009 verweet hij in de media zijn oud-werkgever (de EO) dat deze is losgeraakt van zijn wortels. In augustus 2010 was hij medeondertekenaar van een islamkritisch manifest opgesteld door "joods-christelijk pastor" Ben Kok, dat steun gaf aan een regeringscoalitie van CDA en VVD met gedoogsteun van de PVV.
Zijn zoon is NOS Journaal-verslaggever Peter ter Velde. In diens roman De vader en de zoon (november 2011), door de auteur aangeduid als semi-autobiografisch, komt het personage Lambert Verboom voor. Feike ter Velde stond model voor dit personage. Hij zegt door dit boek dingen over zijn zoon en zijn eigen vaderschap te hebben geleerd waar hij voorheen niet van af wist, en erdoor te zijn geraakt.